# Aglianico
Aglianico – szczep winorośli o ciemnej skórce, uprawiany głównie w południowych Włoszech.

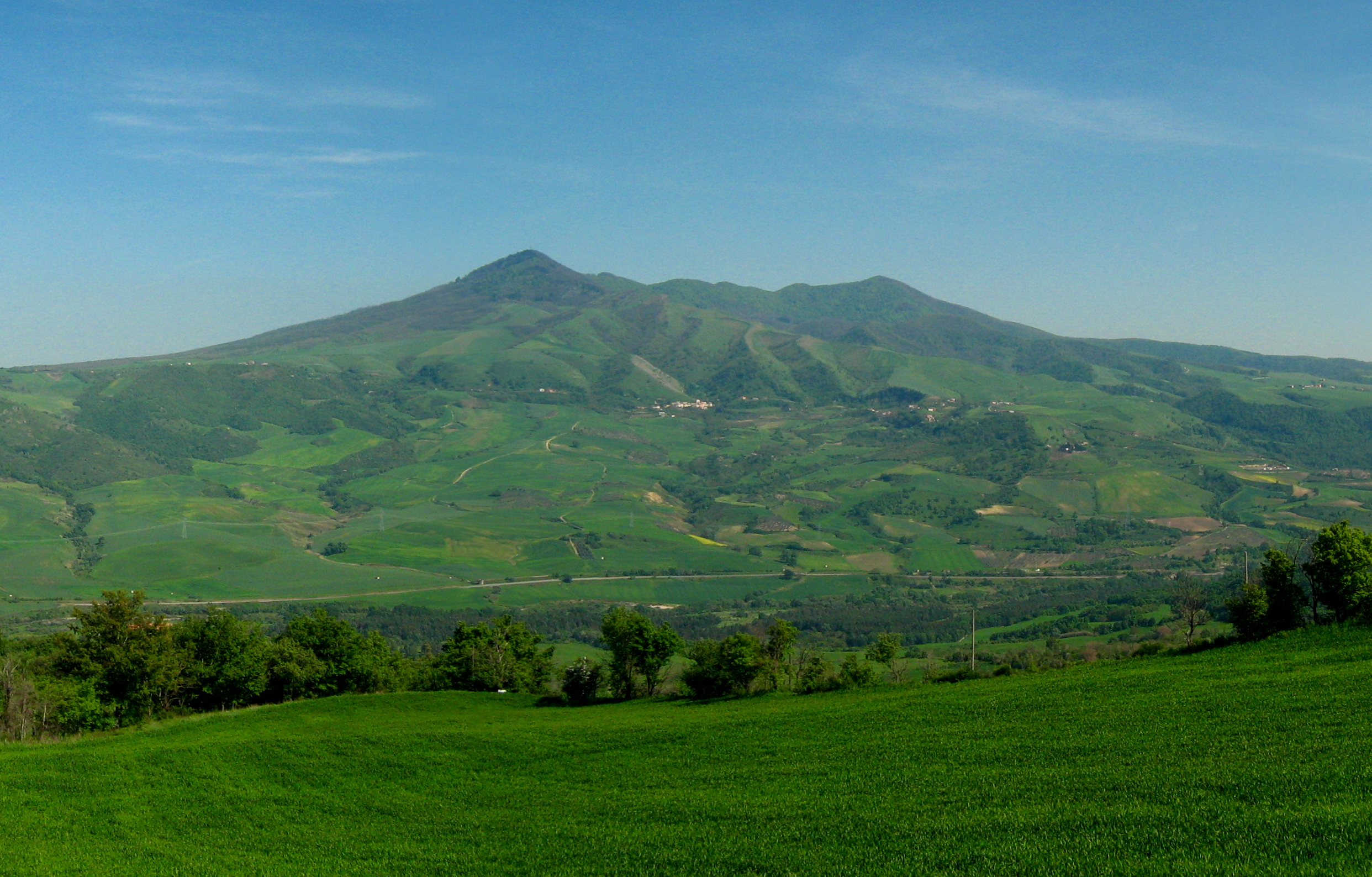
Wulkan Monte Vulture, w strefie Aglianico del Vulture DOC

## Charakterystyka
Choć aglianico przypisuje się za kraj pochodzenia Włochy, to możliwe są również greckie korzenie, o czym może świadczyć nazwa wywodząca się od ellenico = grecki. Etymologia wywołuje liczne kontrowersje. Odmiana była ceniona już w czasach rzymskich (jest łączona ze słynnym winem falernum). Obecna nazwa jest używana od XVI wieku: w dokumencie z 1520 jest mowa o hrabim Conversano, który posiadał winnice obsadzone odmianą aglianiche. Analizy DNA wskazują na pokrewieństwo z licznymi szczepami uprawianymi w regionach Kampania i Basilicata, natomiast nie udało się (2012) znaleźć pokrewnych odmian we współczesnej Grecji.
Aglianico jest powszechnie uważane za jeden z najszlachetniejszych szczepów winogron na wino czerwone w południowych Włoszech, a wina bywają porównywane nawet do piemonckiego barolo.
Szczep dojrzewa bardzo późno, co ogranicza możliwość jego uprawy w regionach położonych bardziej na północ. Zdarza się, że w wysoko położonych winnicach winogrona są zbierane już po pierwszych opadach śniegu. Daje duże plony, co wymaga interwencji winogrodników w celu osiągnięcia wyższej jakości. Aglianico jest odporne na mączniaka, ale podatne na szarą pleśń.
Pewne zainteresowanie odmianą wykazują winiarze z Nowego Świata.

## Wina
Z aglianico powstają wina intensywnie czerwonorubinowe, nabierające mahoniowych odcieni w miarę starzenia. Wina cechują się pełną strukturą, są wyraźne i bogate, nadające się do wieloletniego (nawet 20 lat) starzenia i nabierające wraz z nim dużej elegancji. W smaku pojawiają się nuty kawy, czekolady, śliwek, fiołków i wiśni
Aglianico wyróżniono we Włoszech trzema apelacjami najwyższej kategorii DOCG: Taurasi w Kampanii, Aglianico del Taburno, na zachód od Benewentu i Aglianico del Vulture (od 2010), z winnic na zboczach wulkanu Monte Vulture w Basilicacie. Odmiana pojawia się poza tym w roli towarzyszącej w winach kategorii DOC oraz indicazione geografica tipica z regionu. 
Niekiedy aglianico jest przerabiane na wino musujące (spumante).

## Rozpowszechnienie
Aglianico jest jednoznacznie kojarzone w południem Włoch, a winnice rozpościerały się przede wszystkim w prowincjach Avellino, Benevento, Potenza i Matera. Na mniejszą skalę szczep jest uprawiany w Kalabrii, Apulii i Molise. W 2000 areał winnic szacowano na 9890 ha.
Pojedynczy producenci zaadaptowali aglianico do uprawy w Australii (wino zdobyło główną nagrodę w kategorii alternatywnych odmian o ciemnej skórce w 2010) i Kalifornii.

## Synonimy
Prócz synonimów posiadających w nazwie aglianico używa się m.in. nazw: cascavoglia, cerasole, ellanico, ellenico, fiano rosso, fresella, gagliano, ghiandara, ghianna, ghiannara, glianica, gnanica, gnanico, granica, granico, olivella di san cosmo, prie blanc, ruopolo, spriema, tringarulo, uva catellaneta, uva dei cani, uva di castellaneta, uva nera.